# LeMans1955
『LeMans1955』（ルマン1955）は、2018年に制作されたフランスの短編映画。1955年のル・マン24時間レースにおける事故をもとにして製作された。監督はクエンティン・バイユー。